# 2e étape du Tour de France 1919
Pour un article plus général, voir Tour de France 1919.
La 2e étape du Tour de France 1919 s'est déroulée le mardi 1er juillet.
Les coureurs relient Le Havre, en Seine-Inférieure, à Cherbourg, dans la Manche, au terme d'un parcours de 364 kilomètres.
Leader du classement général, le Français Henri Pélissier gagne l'étape devant son frère Francis, et conforte son avance.

## Parcours
Les quarante-six cyclistes encore en course dans le Tour de France prennent le départ de la deuxième étape au Havre. Le parcours, vallonné et long de 364 km traverse ensuite les villes d'Harfleur, Caudebec-en-Caux, Rouen, Grand-Couronne, Pont-Audemer, Honfleur, Deauville, Caen, Lion-sur-Mer, Courseulles, Arromanches, Port-en-Bessin, Grandcamp, Isigny, Sainte-Mère-Église et Valognes avant l'arrivée à Cherbourg.

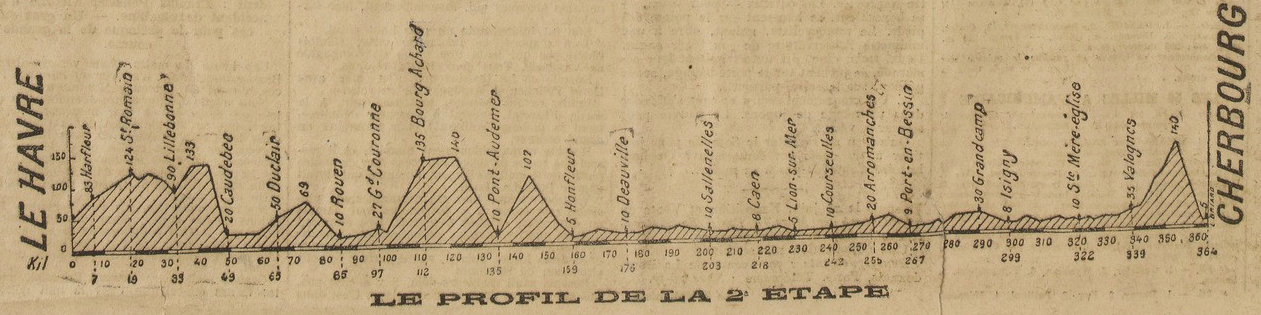
Le profil de la 2e étape paru dans L'Auto le lundi 30 juin 1919.

## Déroulement de la course
Les conditions météorologiques sont pire encore que lors de la première étape, si bien que quatorze coureurs se retirent pendant l'étape. En plus d'une pluie vive et d'un fort vent de face à partir de Honfleur, les coureurs subissent le manque de matériel. Au sortir de la guerre, celui-ci fait défaut dans la plupart des épreuves, au point que certains coureurs doivent s'arrêter en course pour acheter des boyaux de remplacement. Léon Scieur est l'un de ces malheureux : victime de plusieurs crevaisons au cours de l'étape, il n'a plus suffisamment d'argent et doit tenter de réparer ses boyaux par ses propres moyens. Odile Defraye passe le premier à Rouen. Les frères Pélissier affichent encore une belle condition : Francis place une attaque dans la côte de la Haute-Folie, après la traversée de Valognes, que seul Henri peut suivre. Les deux frères arrivent ensemble à Cherbourg, après seize heures de course, et c'est Henri qui l'emporte au sprint, confortant ainsi sa première place au classement général.

## Classements

### Classement de l'étape
Vingt-sept coureurs sont classés.
| \| Classement de l'étape \| Classement de l'étape \| Classement de l'étape \| Classement de l'étape \| Classement de l'étape \| \| Coureur \| Coureur \| Pays \| Équipe \| Temps \| \| --------------------- \| --------------------- \| --------------------- \| --------------------- \| --------------------- \| \| 1er \| Henri Pélissier \| France \| La Sportive \| 15 h 51 min 13 s \| \| 2e \| Francis Pélissier \| France \| La Sportive \| + 1 s \| \| 3e \| Honoré Barthélémy \| France \| La Sportive \| + 3 min 47 s \| \| 4e \| Jean Alavoine \| France \| Peugeot-Wolber \| + 3 min 47 s \| \| 5e \| Jean Rossius \| Belgique \| La Sportive \| + 4 min 40 s \| \| 6e \| Émile Masson senior \| Belgique \| La Sportive \| + 9 min 04 s \| \| 7e \| Eugène Christophe \| France \| \| + 15 min 25 s \| \| 8e \| Firmin Lambot \| Belgique \| La Sportive \| + 17 min 37 s \| \| 9e \| Félix Goethals \| France \| \| + 56 min 03 s \| \| 10e \| Urbain Anseeuw \| Belgique \| \| + 56 min 03 s \| |                     |          |                |                  |
| |                     |          |                |                  |
| Source : « », sur gallica.bnf.fr. |                     |          |                |                  |
| Classement de l'étape |                     |          |                |                  |
| Coureur | Coureur             | Pays     | Équipe         | Temps            |
| 1er | Henri Pélissier     | France   | La Sportive    | 15 h 51 min 13 s |
| 2e | Francis Pélissier   | France   | La Sportive    | + 1 s            |
| 3e | Honoré Barthélémy   | France   | La Sportive    | + 3 min 47 s     |
| 4e | Jean Alavoine       | France   | Peugeot-Wolber | + 3 min 47 s     |
| 5e | Jean Rossius        | Belgique | La Sportive    | + 4 min 40 s     |
| 6e | Émile Masson senior | Belgique | La Sportive    | + 9 min 04 s     |
| 7e | Eugène Christophe   | France   |                | + 15 min 25 s    |
| 8e | Firmin Lambot       | Belgique | La Sportive    | + 17 min 37 s    |
| 9e | Félix Goethals      | France   |                | + 56 min 03 s    |
| 10e | Urbain Anseeuw      | Belgique |                | + 56 min 03 s    |

### Classement général
| \| Classement général \| Classement général \| Classement général \| Classement général \| Classement général \| \| Coureur \| Coureur \| Pays \| Équipe \| Temps \| \| ------------------ \| ------------------- \| ------------------ \| ------------------ \| ------------------ \| \| 1er \| Henri Pélissier \| France \| La Sportive \| 31 h 48 min 26 s \| \| 2e \| Eugène Christophe \| France \| \| + 19 min 51 s \| \| 3e \| Jean Rossius \| Belgique \| La Sportive \| + 33 min 25 s \| \| 4e \| Émile Masson senior \| Belgique \| La Sportive \| + 37 min 42 s \| \| 5e \| Firmin Lambot \| Belgique \| La Sportive \| + 46 min 21 s \| \| 6e \| Jean Alavoine \| France \| Peugeot-Wolber \| + \| \| 7e \| Alfred Steux \| Belgique \| La Sportive \| + \| \| 8e \| Félix Goethals \| France \| \| + \| \| 9e \| Joseph Van Daele \| Belgique \| La Sportive \| + \| \| 10e \| Honoré Barthélémy \| France \| La Sportive \| + \| |                     |          |                |                  |
| |                     |          |                |                  |
| Source : « », sur gallica.bnf.fr. |                     |          |                |                  |
| Classement général |                     |          |                |                  |
| Coureur | Coureur             | Pays     | Équipe         | Temps            |
| 1er | Henri Pélissier     | France   | La Sportive    | 31 h 48 min 26 s |
| 2e | Eugène Christophe   | France   |                | + 19 min 51 s    |
| 3e | Jean Rossius        | Belgique | La Sportive    | + 33 min 25 s    |
| 4e | Émile Masson senior | Belgique | La Sportive    | + 37 min 42 s    |
| 5e | Firmin Lambot       | Belgique | La Sportive    | + 46 min 21 s    |
| 6e | Jean Alavoine       | France   | Peugeot-Wolber | +                |
| 7e | Alfred Steux        | Belgique | La Sportive    | +                |
| 8e | Félix Goethals      | France   |                | +                |
| 9e | Joseph Van Daele    | Belgique | La Sportive    | +                |
| 10e | Honoré Barthélémy   | France   | La Sportive    | +                |